# Mickaël Pereira
Mickaël Pereira (sinh ngày 28 tháng 9 năm 1991 ở Grenoble, Pháp) là một cầu thủ bóng đá người Bồ Đào Nha thi đấu cho A.D. Os Limianos ở vị trí tiền vệ.